# Perirhinala barken
Perirhinala barken är en del av hjärnans yttre bark, belägen på undersidan av den mediala temporalloben. Det angränsas underifrån av hippocampala barken och framifrån/medialt av entorhinala barken.
Den utgör tillsammans med entorhinala barken den rhinala barken, belägen runt den rhinala fissuren på hjärnans undersida. Perirhinala barken består av två huvudsakliga strukturer, ett mindre och medialt beläget område (Brodmanns area 35) och ett större, lateralt beläget område Brodmanns area 36). 

## Neurala kopplingar
Perirhinala barken får information från en mängd områden i hjärnans bark och understrukturer. Man delar in informationsutbytet till två huvudgrupper. Den första gruppen som skickar information till perirhinala barken är de närliggande områdena i mediala temporalloben, i fallande ordning av styrka; entorhinala barken, parahippocampala barken, amygdala och hippocampus. Utöver det har perirhinala barken starka kopplingar till en mängd kortikala associationsområden, framförallt visuella områden. Informationsutbytet går inte alltid åt båda håll, perirhinala barken skickar ut mer information till övriga barken än vad det får in. 

## Funktion
Perirhinala barken tillskrivs viktiga funktioner för visuell perception och minne. Det ingår bland annat i ett minnesnätverk där det tillsammans med hippocampala barken (även kallat postrhinala barken) tar emot information från sensoriska barkområden och sedan skickar vidare till entorhinala barken och slutligen hippocampus. Detta nätverk är viktigt vid inlagring av visuella minnen, såsom rumsuppfattning samt igenkänning. Perirhinala barkens specifika uppgift i nätverket är att ta emot komplex, visuellt sensorisk information om för individen nya objekt från övriga barken, bearbeta den och skicka vidare informationen för minneslagring. Vid minneslagring svarar det perirhinala nätverket för faktisk och semantisk kunskap medan hippocampus svarar för autobiografisk och episodisk kunskap.

### Emotionella funktioner
Att perirhinala barken har nervkopplingar till amygdala talar för att emotionella faktorer spelar in på strukturernas funktion. I tidig inlärningsprocess innebär aktivering av amygdala även ökad aktivering av neuron i perirhinala barken. Denna effekt förhöjs vid mottagande av belöning. Då perirhinala barken agerar som sluss av information till hippocampus för minneslagring kan då emotionella situationer påverka perirhinala barken och därmed minnesfunktionen. 

## Skador
Då strukturerna i rhinala barken samt kring hippocampus är förhållandevis små och tätt sammankopplade är skador på enstaka strukturer är ovanliga. Vid skada på mediala temporalloben påverkas oftast samtliga strukturer i viss utsträckning. Man har därför inte kunnat göra skadestudier på människor gällande skador avgränsade till enbart rhinala barken. Vid skador på mediala temporalloben ses därför oftast omfattande skador på minnet såsom både anterograd och retrograd amnesi samt påverkan på både semantiskt och episodiskt minne.

## Djurstudier
Den kunskap man idag har om perirhinala barken baseras på forskning utförd på apor och gnagare där strukturerna har visat sig i hög grad likna de hos människan. Studier på både apor och gnagare föreslår att perirhinala barken kan ha funktioner för minnet som man tidigare tillskrivit hippocampus. Det har hävdats att den perirhinala barken svarar för lagring av minnen gällande för individen nya, individuella objekt medan hippocampus svarar för minnen gällande associationer och rumsuppfattning. Perirhinala barken svarar alltså för bearbetning av ett objekt i taget och kan snabbare avgöra om det är ett för personen nytt eller familjärt objekt. Hippocampus svarar istället genom jämförande mellan flera objekt och om objektets position.  Med dessa resultat föreslår man att det finns två olika system för igenkänning. Det perirhinala, snabba systemet som direkt "vet" om objektet är nytt eller inte och det mer omfattande, men långsammare hippocampala systemet som "minns" genom jämförande om objekt är nya eller inte.
Skadestudier har gjorts på apor där antingen perirhinala barken eller hippocampis skadats med nervcellsgifter. Då perirhinala barken skadats syns tydliga svårigheter i uppgifter i objektigenkänning och avgörandet av vilket objekt som är nytt respektive gammalt. Då hippocampus skadats syns istället svårigheter med att avgöra objektets tidigare position.